# Джеймс Везербі
Джеймс Дональд Везербі (англ. James Wetherbee; 27 листопада 1952, Квінз) — колишній американський астронавт НАСА, офіцер ВМФ США,  учасник 6-х польотів — командир п'яти космічних екіпажів на Спейс Шаттл — STS-32, STS-52, STS-63, STS-86, STS-102, STS-113.

## Освіта
- У 1970 році закінчив середню школу (Holy Family Diocesan High School) в місті Саунт-Хантінгтон, штат Нью-Йорк.
- У 1974 році закінчив Університет Нотр-Дам (University of Notre Dame) і отримав ступінь бакалавра (аерокосмічна техніка).

## Військова служба
- З 1975 року в авіації ВМС США. У грудня 1976 року закінчив курси навчання льотній справі і отримав кваліфікацію пілота літака штурмової авіації А-7Е.
- Із серпня 1977 по листопад 1980 служив льотчиком-винищувачем у складі 72-ї штурмової ескадрильї (Attack Squadron 72 - VA-72) на авіаносці USS John F. Kennedy (CV-67). За час служби виконав 125 нічних посадок на палубу.
- У 1981 році закінчив школу льотчиків-випробувачів ВМС США (US Naval Test Pilot School) на авіабазі Петьюксент-Рівер (NAS Patuxent River), штат Меріленд. Після цього служив у Директораті системних випробувань (Systems Engineering Test Directorate) і брав участь у випробуваннях літака F/A-18.
- Із січня 1984 проходив службу у складі 132-ї штурмової ескадрильї (Strike Fighter Squadron 132 - VFA-132) пілотом F/A-18.
- У листопаді 2003 року пішов у відставку

## Цікаві факти
- Везербі — один із всього кількох космонавтів, що побули в шести і більше польотах, і єдиний американець — командир п'яти космічних екіпажів.
- Він також є найвищим космонавтом планети (193 см) [2]